# Halloween Night
Halloween Night è un film statunitense del 2006 diretto da Mark Atkins. È un B movie prodotto da The Asylum, società specializzata nelle produzioni di film a basso costo per il circuito direct-to-video.

## Trama
Chris Vale è un giovane ingiustamente accusato di aver ucciso la sua famiglia nel 1982 rinchiuso in un manicomio criminale per il solo fatto di essere stato trovato a casa con i corpi dalla polizia.
Dopo 10 anni di vita in manicomio, durante i quali è stato vittima di bullismo da parte dei detenuti e del personale, Chris è praticamente diventato un folle e, per dimostrare la sua innocenza, fugge dal manicomio il 31 ottobre e si reca a casa sua, ora occupata da una nuova famiglia che ha organizzato un party di Halloween.
Durante la serata, Chris tenta di cercare in casa qualsiasi indizio che testimoni la sua innocenza, ma nel tentativo di nascondersi dai partecipanti della festa e dalle autorità che lo stanno cercando, scatena la sua follia e compie un massacro di gran lunga peggiore rispetto a quello di cui è accusato.

## Produzione
Il film fu prodotto da The Asylum e girato a Lake Arrowhead e Norwalk, in California nel 2006. Gli effetti speciali sono firmati dalla 1313 FX. Il film è stato distribuito solo per l'home video.

## Distribuzione
Alcune delle uscite internazionali sono state:
- 24 ottobre 2006 negli Stati Uniti (Halloween Night)
- 6 luglio 2007 in Giappone
- nella Repubblica Ceca (Halloweenská noc)
- in Grecia (I nyhta me tis maskes 2006)